# Nikołajewka (rejon wiejdielewski)
Nikołajewka (ros. Николаевка) – wieś w Rosji, w obwodzie biełgorodzkim, w rejonie wiejdielewskim. W 2021 liczyła 873 mieszkańców.